# Clathria multipes
Clathria multipes är en svampdjursart som beskrevs av Hallmann 1912. Clathria multipes ingår i släktet Clathria och familjen Microcionidae. Inga underarter finns listade i Catalogue of Life.